# Țibrinu, Constanța
Țibrinu (în trecut Ceabacu) este un sat în comuna Mircea Vodă din județul Constanța, Dobrogea, România. Se află în partea de vest a județului,  în Podișul Medgidiei, pe valea omonimă. La recensământul din 2002 avea o populație de 123 locuitori.